# George Telfer
George Telfer (Liverpool, 6 luglio 1955) è un ex calciatore inglese, di ruolo attaccante.

## Carriera
Dopo aver giocato nelle giovanili dell'Everton, club della sua città natale, viene aggregato alla prima squadra nel 1973: all'età di 18 anni fa quindi il suo esordio tra i professionisti, nella partita della prima divisione inglese del 21 dicembre 1973 che la sua squadra perde per 1-0 sul campo dell'Arsenal; trova le sue prime reti il 15 febbraio 1974, realizzando una doppietta nella sconfitta per 4-3 sul campo del West Ham Utd, e, più in generale, conclude la stagione con 15 presenze e 3 reti (la terza arriva il 13 aprile, in un successo casalingo per 4-1 ai danni del Norwich City). Nella stagione 1974-1975 gioca altre 15 partite e segna 2 reti, contribuendo così alla conquista della qualificazione alla successiva edizione della Coppa UEFA, competizione in cui poi gioca una partita (la sconfitta per 1-0 sul campo del Milan del 1º ottobre 1975), a cui aggiunge anche 24 presenze in prima divisione, torneo in cui segna 8 reti, suo miglior risultato in carriera in una singola stagione della prima divisione inglese, tra le quali spicca anche un'ulteriore doppietta (questa volta ai danni del Wolverhampton, nel 3-0 a Goodison Park del 28 febbraio 1976).
Nella stagione 1976-1977 pur senza raggiungere i risultati individuali dell'annata precedente Telfer riesce comunque a giocare 19 partite di campionato mettendovi a segno 4 reti, 3 delle quali nell'arco di sette giorni tra l'11 ed il 18 settembre (prima realizza una doppietta in un 3-0 sullo Stoke City e poi realizza l'ininfluente gol della bandiera la settimana successiva nel 3-1 sul campo dell'Arsenal) e più in generale tutte concentrate nell'arco delle prime 6 giornate del campionato stesso (nelle quali peraltro era sempre stato schierato da titolare). Nella stagione 1978-1979 segna poi un gol in 12 presenze, giocando un identico numero di incontri (ma questa volta con 2 reti messe a segno) nella stagione 1979-1980, nella quale gioca anche una seconda partita in Coppa UEFA (la sconfitta per 1-0 nella partita di andata nel primo turno sul campo degli olandesi del Feyenoord).
Gioca infine 2 partite (arrivando così a quota 99 presenze e 20 reti nella prima divisione inglese) nella prima metà della stagione 1980-1981, nella quale si trasferisce poi nella NASL ai San Diego Sockers: l'esperienza americana non è però particolarmente fortunata (gioca solamente 2 partite), e dopo breve tempo torna così in patria per accasarsi in quarta divisione allo Scunthorpe Utd, dove trascorre una stagione e mezza con un bilancio totale di 36 presenze ed 11 reti in incontri di campionato. Lascia gli Irons nel gennaio del 1983 per andare a concludere la stagione 1982-1983 in quinta divisione all'Altrincham. Nella prima metà della stagione 1983-1984 gioca invece nuovamente da professionista al Preston N.E., con cui disputa 2 incontri in terza divisione: conclude però la stagione in Northern Premier League (uno dei tornei che costituivano la sesta divisione inglese) al Barrow, vincendo il campionato; gioca poi nuovamente in quinta divisione nella stagione 1984-1985, con il Runcorn. Chiude infine la carriera con i semiprofessionisti del Formby.

## Palmarès

### Club

#### Competizioni nazionali
- Northern Premier League: 1

Barrow: 1983-1984

#### Competizioni regionali
- Cheshire Senior Cup: 1

Runcorn: 1984-1985